# سیبوندوی
سیبوندوی (انگلیسی: Sibundoy) نام شهری در کشور کلمبیا است.